# Морчано ди Ромања
Морчано ди Ромања (итал. Morciano di Romagna) је насеље у Италији у округу Римини, региону Емилија-Ромања.
Према процени из 2011. у насељу је живело 6321 становника. Насеље се налази на надморској висини од 80 м.

## Становништво
Према резултатима пописа становништва 2011. у општини је живело 6.892 становника.
| 1931. | 1936. | 1951. | 1961. | 1971. | 1981. | 1991. | 2001. | 2011. |
| ----- | ----- | ----- | ----- | ----- | ----- | ----- | ----- | ----- |
| 2.537 | 2.641 | 3.264 | 4.025 | 4.131 | 4.705 | 5.323 | 5.988 | 6.892 |